# Olympische Sommerspiele 1984/Teilnehmer (Jugoslawien)
| Gelbes Symbol für Goldmedaillen mit stilisierten Olympischen Ringen | Graues Symbol für Silbermedaillen mit stilisierten Olympischen Ringen | Braundes Symbol für Bronzemedaillen mit stilisierten Olympischen Ringen |
| ------------------------------------------------------------------- | --------------------------------------------------------------------- | ----------------------------------------------------------------------- |
| 7                                                                   | 4                                                                     | 7                                                                       |

Jugoslawien nahm an den Olympischen Sommerspielen 1984 in Los Angeles mit einer Delegation von 139 Athleten (105 Männer und 34 Frauen) teil. Fahnenträger bei der Eröffnungsfeier war der Basketballspieler Dražen Dalipagić. Durch den von der Sowjetunion angeführten Boykott war Jugoslawien neben China und Rumänien nur eines von drei kommunistisch geprägten Ländern bei diesen Spielen. Im Medaillenspiegel belegte man den neunten Platz. Es war die erfolgreichste Olympiateilnahme der Republik in dieser Form. Alleine fünf Medaillen wurden in Mannschaftssportarten gewonnen.

## Medaillengewinner

### Gold
| Name | Sportart   | Wettkampf                                 |
| --- | ---------- | ----------------------------------------- |
| Anton Josipović | Boxen      | Männer, Halbschwergewicht                 |
| Zlatan Arnautović, Mirko Bašić, Jovica Elezović, Mile Isaković, Pavle Jurina, Milan Kalina, Slobodan Kuzmanovski, Dragan Mladenović, Zdravko Rađenović, Momir Rnić, Branko Štrbac, Veselin Vujović, Veselin Vuković & Zdravko Zovko                                      | Handball   | Männerturnier                             |
| Svetlana Anastasovska, Alenka Cuderman, Svetlana Dašić-Kitić, Slavica Đukić, Dragica Đurić, Mirjana Đurica, Emilija Erčić, Ljubinka Janković, Jasna Kolar-Merdan, Ljiljana Mugoša, Svetlana Mugoša, Mirjana Ognjenović, Zorica Pavićević, Jasna Ptujec & Biserka Višnjić | Handball   | Frauenturnier                             |
| Matija Ljubek & Mirko Nišović | Kanu       | Männer, Canadier-Zweier, 500 Meter        |
| Vlado Lisjak | Ringen     | Männer, Leichtgewicht, griechisch-römisch |
| Šaban Trstena | Ringen     | Männer, Fliegengewicht, Freistil          |
| Dragan Andrić, Milivoj Bebić, Perica Bukić, Veselin Đuho, Milorad Krivokapić, Deni Lušić, Igor Milanović, Tomislav Paškvalin, Zoran Petrović, Andrija Popović, Zoran Roje, Goran Sukno & Božo Vuletić                                                                    | Wasserball | Männerturnier                             |

### Silber
| Name                          | Sportart | Wettkampf                                      |
| ----------------------------- | -------- | ---------------------------------------------- |
| Redžep Redžepovski            | Boxen    | Männer, Fliegengewicht                         |
| Milan Janić                   | Kanu     | Männer, Kajak-Einer, 1000 Meter                |
| Matija Ljubek & Mirko Nišović | Kanu     | Männer, Canadier-Zweier, 1000 Meter            |
| Refik Memišević               | Ringen   | Männer, Superschwergewicht, griechisch-römisch |

### Bronze
| Name | Sportart   | Wettkampf                                 |
| --- | ---------- | ----------------------------------------- |
| Dražen Dalipagić, Sabit Hadžić, Andro Knego, Emir Mutapčić, Mihovil Nakić, Aleksandar Petrović, Dražen Petrović, Ratko Radovanović, Ivan Sunara, Branko Vukičević, Rajko Žižić & Nebojša Zorkić                                                                                  | Basketball | Männerturnier                             |
| Mirko Puzović | Boxen      | Männer, Halbweltergewicht                 |
| Aziz Salihu | Boxen      | Männer, Superschwergewicht                |
| Mirsad Baljić, Mehmed Baždarević, Vlado Čapljić, Borislav Cvetković, Stjepan Deverić, Milko Đurovski, Marko Elsner, Nenad Gračan, Tomislav Ivković, Srečko Katanec, Branko Miljuš, Mitar Mrkela, Jovica Nikolić, Ivan Pudar, Ljubomir Radanović, Admir Smajić & Dragan Stojković | Fußball    | Männerturnier                             |
| Josef Tertelj | Ringen     | Männer, Schwergewicht, griechisch-römisch |
| Šaban Sejdi | Ringen     | Männer, Weltergewicht, Freistil           |
| Zoran Pančić & Milorad Stanulov | Rudern     | Männer, Doppelzweier                      |

## Teilnehmer nach Sportarten

### Basketball
- Männerturnier
Bronze
- Kader
Dražen Dalipagić
Sabit Hadžić
Andro Knego
Emir Mutapčić
Mihovil Nakić
Aleksandar Petrović
Dražen Petrović
Ratko Radovanović
Ivan Sunara
Branko Vukičević
Rajko Žižić
Nebojša Zorkić
- Frauenturnier
6. Platz
- Kader
Cvetana Dekleva
Polona Dornik
Slađana Golić
Jelica Komnenović
Biljana Majstorović
Sanja Ožegović
Slavica Pečikoza
Jasmina Perazić
Zagorka Počeković
Slavica Šuka
Marija Uzelac
Stojna Vangelovska

### Boxen
- Anton Josipović
Männer, Halbschwergewicht: Gold
- Slobodan Pavlović
Männer, Leichtgewicht: 2. Runde
- Mirko Puzović
Männer, Halbweltergewicht: Bronze
- Redžep Redžepovski
Männer, Fliegengewicht: Silber
- Aziz Salihu
Männer, Superschwergewicht: Bronze
- Ljubiša Simić
Männer, Bantamgewicht: 1. Runde
- Damir Škaro
Männer, Mittelgewicht: Viertelfinale

### Fußball
- Männerturnier
Bronze
- Kader
  - Tor

1 Ivan Pudar
12 Tomislav Ivković
  - Abwehr

2 Vlado Čapljić
3 Mirsad Baljić
5 Marko Elsner
6 Ljubomir Radanović
15 Branko Miljuš
  - Mittelfeld

4 Srečko Katanec
7 Admir Smajić
8 Nenad Gračan
10 Mehmed Baždarević
13 Jovica Nikolić
16 Dragan Stojković
17 Mitar Mrkela
  - Sturm

9 Milko Đurovski
11 Borislav Cvetković
14 Stjepan Deverić

### Handball
- Männerturnier
Gold
- Kader
Zlatan Arnautović
Mirko Bašić
Jovica Elezović
Mile Isaković
Pavle Jurina
Milan Kalina
Slobodan Kuzmanovski
Dragan Mladenović
Rolando Pušnik (ohne Einsatz)
Zdravko Rađenović
Momir Rnić
Branko Štrbac
Veselin Vujović
Veselin Vuković
Zdravko Zovko
- Frauenturnier
Gold
- Kader
Svetlana Anastasovska
Alenka Cuderman
Svetlana Dašić-Kitić
Slavica Đukić
Dragica Đurić
Mirjana Đurica
Emilija Erčić
Ljubinka Janković
Jasna Kolar-Merdan
Ljiljana Mugoša
Svetlana Mugoša
Mirjana Ognjenović
Zorica Pavićević
Jasna Ptujec
Biserka Višnjić

### Judo
- Radomir Kovačević
Männer, Schwergewicht: 5. Platz
- Filip Leščak
Männer, Halbmittelgewicht: 5. Platz
- Stanko Lopatić
Männer, Mittelgewicht: 7. Platz
- Franc Očko
Männer, Halbleichtgewicht: 12. Platz
- Vojo Vujević
Männer, Leichtgewicht: 19. Platz

### Kanu
- Milan Janić
Männer, Kajak-Einer, 500 Meter: 9. Platz
Männer, Kajak-Einer, 1000 Meter: Silber
- Matija Ljubek
Männer, Canadier-Zweier, 500 Meter: Gold 
Männer, Canadier-Zweier, 1000 Meter: Silber
- Mirko Nišović
Männer, Canadier-Zweier, 500 Meter: Gold 
Männer, Canadier-Zweier, 1000 Meter: Silber

### Leichtathletik
- Lidija Benedetič-Lapajne
Frauen, Hochsprung: 16. Platz in der Qualifikation
- Novica Čanović
Männer, Hochsprung: 22. Platz in der Qualifikation
- Snežana Dančetović
Frauen, Weitsprung: 12. Platz
- Hrvoje Fižuleto
Männer, Hochsprung: 19. Platz in der Qualifikation
- Sejad Krdžalić
Männer, Speerwurf: 16. Platz in der Qualifikation
- Nenad Stekić
Männer, Weitsprung: 14. Platz in der Qualifikation

### Radsport
- Bruno Bulić
Männer, 100 Kilometer Mannschaftszeitfahren: 9. Platz
- Primož Čerin
Männer, Straßenrennen: 35. Platz
Männer, 100 Kilometer Mannschaftszeitfahren: 9. Platz
- Marko Cuderman
Männer, Straßenrennen: 46. Platz
- Janez Lampič
Männer, 100 Kilometer Mannschaftszeitfahren: 9. Platz
- Jure Pavlič
Männer, Straßenrennen: 42. Platz
- Bojan Ropret
Männer, Straßenrennen: 7. Platz
Männer, 100 Kilometer Mannschaftszeitfahren: 9. Platz

### Reiten
- Alojz Lah
Dressur, Einzel: 15. Platz
Dressur, Mannschaft: 10. Platz
- Dušan Mavec
Dressur, Einzel: 20. Platz
Dressur, Mannschaft: 10. Platz
- Stojan Moderc
Dressur, Einzel: 33. Platz
Dressur, Mannschaft: 10. Platz

### Rhythmische Sportgymnastik
- Milena Reljin
Frauen, Einzel: 5. Platz
- Danijela Simić
Frauen, Einzel: 10. Platz

### Ringen
- Karolj Kasap
Männer, Weltergewicht, griechisch-römisch: 5. Platz
- Karolj Kopas
Männer, Halbschwergewicht, griechisch-römisch: 2. Runde
- Vlado Lisjak
Männer, Leichtgewicht, griechisch-römisch: Gold
- Refik Memišević
Männer, Superschwergewicht, griechisch-römisch: Silber
- Momir Petković
Männer, Mittelgewicht, griechisch-römisch: 4. Platz
- Zoran Šorov
Männer, Bantamgewicht, Freistil: 6. Platz
- Jožef Tertei
Männer, Schwergewicht, griechisch-römisch: Bronze
- Šaban Trstena
Männer, Fliegengewicht, Freistil: Gold
- Šaban Sejdi
Männer, Weltergewicht, Freistil: Bronze

### Rudern
- Zoran Pančić & Milorad Stanulov
Männer, Doppelzweier: Bronze
- Zlatko Celent, Mirko Ivančić & Dario Vidošević
Männer, Zweier mit Steuermann: 7. Platz

### Schießen
- Valentina Atanaskovski
Frauen, Luftgewehr: 17. Platz
- Rajmond Debevec
Männer, Luftgewehr: 12. Platz
Männer, Kleinkaliber, Dreistellungskampf: 20. Platz
- Šaćir Džeko
Männer, Luftgewehr: 15. Platz
- Mirjana Jovović-Horvat
Frauen, Luftgewehr: 29. Platz
Frauen, Kleinkaliber, Dreistellungskampf: 8. Platz
- Goran Maksimović
Männer, Kleinkaliber, Dreistellungskampf: 17. Platz
Männer, Kleinkaliber, liegend: 42. Platz
- Biserka Vrbek
Frauen, Kleinkaliber, Dreistellungskampf: 7. Platz

### Schwimmen
- Hrvoje Barić
Männer, 100 Meter Schmetterling: 29. Platz
- Borut Petrič
Männer, 200 Meter Freistil: 19. Platz
Männer, 400 Meter Freistil: 18. Platz
Männer, 1500 Meter Freistil: 15. Platz
- Darjan Petrič
Männer, 200 Meter Freistil: 30. Platz
Männer, 400 Meter Freistil: 6. Platz
Männer, 1500 Meter Freistil: 16. Platz

### Segeln
- Dušan Puh
Männer, Windsurfen: 15. Platz

### Wasserball
- Männerturnier
Gold
- Kader
Dragan Andrić
Milivoj Bebić
Perica Bukić
Veselin Đuho
Milorad Krivokapić
Deni Lušić
Igor Milanović
Tomislav Paškvalin
Zoran Petrović
Andrija Popović
Zoran Roje
Goran Sukno
Božo Vuletić